# Brežane
Brežane (Брежане), pronunțat în limba română Brejane, este un sat situat în partea de est a Serbiei, în Districtul Braničevo. Aparține administrativ de comuna Požarevac. La recensământul din 2002 localitatea avea 1017 locuitori.